# Oph1622

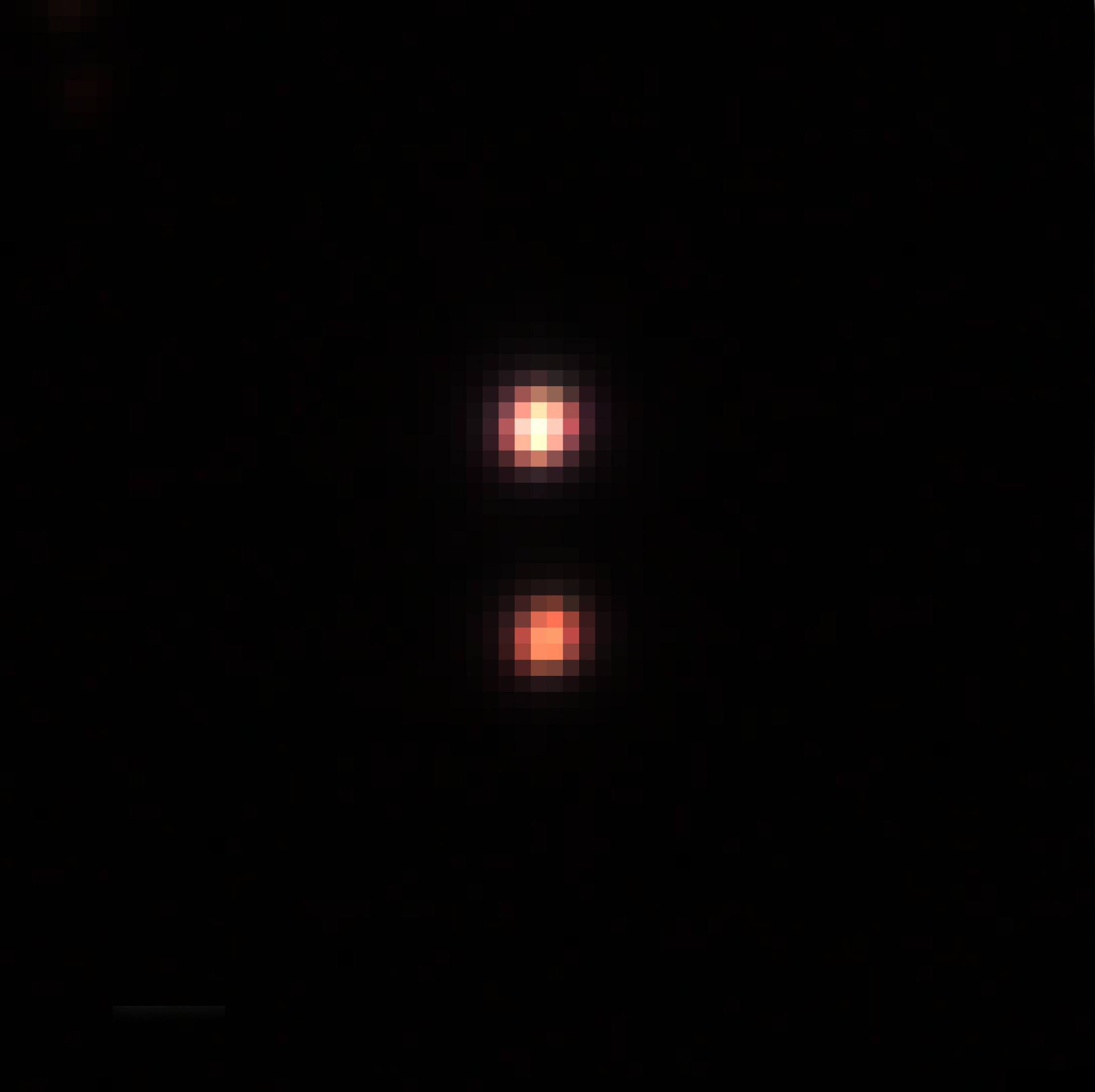

Oph 162225-240515(줄여서 Oph 1622라고 한다.)는 서로의 질량 중심을 도는 갈색 왜성 두 개로 이루어진 계(系)이다. Oph 1622는 뱀주인자리에 있으며 지구에서 약 400광년 떨어져 있다. B는 A로부터 지구에서 관찰할 때 약 1.94초각 떨어져 있다. 이들의 나이는 약 5,000만 년 정도에 불과한 것으로 보인다. 이들은 갈색 왜성도 쌍성처럼 서로 공전할 수 있다는 사실을 입증한 최초의 천체였다.
이 행성이 처음 발견되었을 때는 질량이 각각 목성의 14배, 7배로 일반 외계 행성과 크게 다를 것이 없는 것처럼 보였으나, 이후 관측을 통해 실제 질량은 이보다 더 큼이 드러났다. 행성과 갈색 왜성을 가르는 기준은 목성 질량의 13배로, 이들의 질량은 갈색왜성의 하한선에서 약간 위 정도이다. 구체적으로 Oph1622A는 목성의 12~21배, Oph1622B는 목성의 9~20배 정도이다.
두 갈색 왜성이 떨어져 있는 거리는 실제로 240AU이다. 멀리 떨어져 있기 때문에 Space.com에서는 “중력적으로 헐겁게 연결되어 있기 때문에, 만약 이들 근처를 질량이 큰 제3의 천체가 스쳐 갈 경우 이들의 연결은 끊어질 것이다.”라고 언급했다. 동시에 “떠돌이 행성(free-floating planet)들이 중력이 강한 항성으로부터 탈출했다는 가설은 실현 가능성이 별로 없다.”라고 하여, 떠돌이 행성이 있더라도 그것은 느슨하게 묶인 Oph 1622계(系) 같은 경우에 적용된다고 했다.

## 같이 보기
- 떠돌이 행성
- 갈색 왜성
- 적색 왜성